# Pulchrana guttmani
Pulchrana guttmani es una especie de anfibio anuro de la familia Ranidae.

## Distribución geográfica
Esta especie es endémica del sur de Mindanao en Filipinas. Se encuentra en el monte Busa. Habita a 1200 m sobre el nivel del mar.

## Publicación original
- Brown, 2015 : A new species of Stream Frog of the genus Hylarana from the mountains of southern Mindanao Island, Philippines. Herpetologica, vol. 71, p. 223–233.[3]